# Diopsina kwaipai
Diopsina kwaipai är en tvåvingeart som beskrevs av Feijen 1981. Diopsina kwaipai ingår i släktet Diopsina och familjen Diopsidae.
Artens utbredningsområde är Malawi. Inga underarter finns listade i Catalogue of Life.